# Michael Hecker
Michael Hecker (* 9. Juli 1946 in Annaberg) ist ein deutscher Mikro- und Molekularbiologe. Er wirkt seit 1986 als Professor an der Universität Greifswald, zu seinen Forschungsschwerpunkten zählen die Physiologie der Mikroorganismen und die Genomforschung.

## Akademischer und beruflicher Werdegang
Michael Hecker legte 1965 in Zwickau das Abitur ab und absolvierte anschließend bis 1970 ein Studium der Biologie an der Ernst-Moritz-Arndt-Universität Greifswald, an der er 1973 mit einer Arbeit zum Stoffwechsel von Nukleinsäuren und Proteinen in Agrostemma githago auch promovierte. 1977 wurde er ebenfalls an der Universität Greifswald habilitiert. Ab 1986 war er in Greifswald Professor für Molekularbiologie, 1990 erfolgte dort die Ernennung zum C4-Professor und zum Direktor des Instituts für Mikrobiologie und Molekularbiologie, das Hecker bis 2013 leitete. 1990 bis 1994 war Hecker Dekan der Mathematisch-Naturwissenschaftlichen Fakultät.

## Wissenschaftlicher Beitrag
Michael Hecker beschäftigt sich mit der Physiologie von Bakterien. Dafür hat er in Greifswald mit seinen Mitarbeitern ein Zentrum für Proteomics der Mikroorganismen aufgebaut. Die Greifswalder Mikrobiologen sind in der Lage, das Proteom, d. h. die Gesamtheit der Proteine von Modellbakterien, zu erfassen und zu quantifizieren. Da die Proteine die eigentlichen Werkzeuge des Lebens sind, kann man aus der Sicht des Proteininventars einer Zelle zu umfassenden und neuen Kenntnissen ihrer Physiologie gelangen. Hauptarbeitsgebiete, die alle auf der physiologischen Proteomanalyse basieren, sind die Analyse der Stress- und Hungerantwort von Bakterien sowie der Physiologie und Virulenz pathogener Bakterien.

## Mitgliedschaft in internationalen Organisationen
- 1999 Mitglied der Nationalen Akademie der Wissenschaften Leopoldina[6]
- 2000 Mitglied der Berlin-Brandenburgischen Akademie der Wissenschaften
- 2002  Mitglied der American Academy of Microbiology (AAM)[7]
- 2005–2008 Vice Chair und
- 2008–2011 Chairman Bacteriology Applied Microbiology Division of the International Union of Microbiological Societies (IUMS)[8]
- 2008  Mitglied der Akademie der Wissenschaften in Hamburg
- 2009  Korrespondierendes Mitglied der Akademie der Wissenschaften zu Göttingen
- 2009 Mitglied der European Academy of Microbiology
- 2010 Chairman der Sektion 13 und Mitglied des Senats der Deutschen Akademie der Naturforscher Leopoldina – Nationale Akademie der Wissenschaften
- 2013 Mitinitiator des Norddeutschen Zentrums für Mikrobielle Genomforschung und Stellv. Sprecher des  (NZMG)

## Funktionen in wissenschaftlichen Gesellschaften und Gremien (Auswahl)
- 1993–1996 Fachgutachter der Deutschen Forschungsgemeinschaft (DFG) für Mikrobiologie
- 1995–2001 Präsident und Vizepräsident der VAAM (Mikrobiologische Gesellschaft)
- Mitglied in Editorial Boards verschiedener Zeitschriften und Senior Editor der Zeitschriften Proteomics und Proteomics – Clinical Applications

## Auszeichnungen
- 2006 Research/Technology Invention Award, Henkel KGaA[9]
- 2012 Forschungspreis der Doktor Robert Pfleger-Stiftung für Medizinische Grundlagenforschung[10]
- 2013 Senior Research Award des Greifswald University Club[11]
- 2013  Norddeutscher Wissenschaftspreis[12]
- 2013 Eintragung in das Goldene Buch der Hansestadt Greifswald[13]
- 2017 Ehrenmitgliedschaft der VAAM[14]

## Projektkoordination, Mitgliedschaft in Verbundprojekten (Auswahl)
Koordinator zahlreicher Drittmittelprojekte, gefördert von der DFG, dem BMBF, der EU, der Industrie  oder vom Land Mecklenburg-Vorpommern.
- 2002 – Leiter der Technologieplattform „Proteomics“ in mehreren Verbundprojekten des BMBF und der EU, 6. und 7. Rahmenprogramm (u. a. GenoMik, PathogenoMik, GenoMik-Transfer)
- 2005 – Sprecher des BMBF-finanzierten Zentrums für Innovationskompetenz Funktionelle Genomforschung (ZIK-FunGene)
- 2006–2013 Sprecher des SFB/TRR34 „Pathophysiology of Staphylococci in the Post-Genom Era“

## Werke
Etwa 400 Originalarbeiten in wissenschaftlichen Zeitschriften (PubMed).
- mit W. Babel: Physiologie der Mikroorganismen: Die Zelle, ihre Umwelt und die Mechanismen der Adaptation. VEB Gustav Fischer Verlag, Jena/Stuttgart 1988.
- mit S. Müllner (Hrsg.): Proteomics of Microorganisms. Springer, 2003.
- mit I. Humphery-Smith (Hrsg.): Microbial Proteomics. Functional Biology of Whole Organisms. Wiley, USA 2006.
- mit P. Jungblut (Hrsg.): Proteomics of Microbial Pathogens. Wiley-VCH, 2007.
- mit J. Hacker (Hrsg.): Was ist Leben? Wissenschaftliche Verlagsgesellschaft, Stuttgart 2012.